# Lothar Bolz

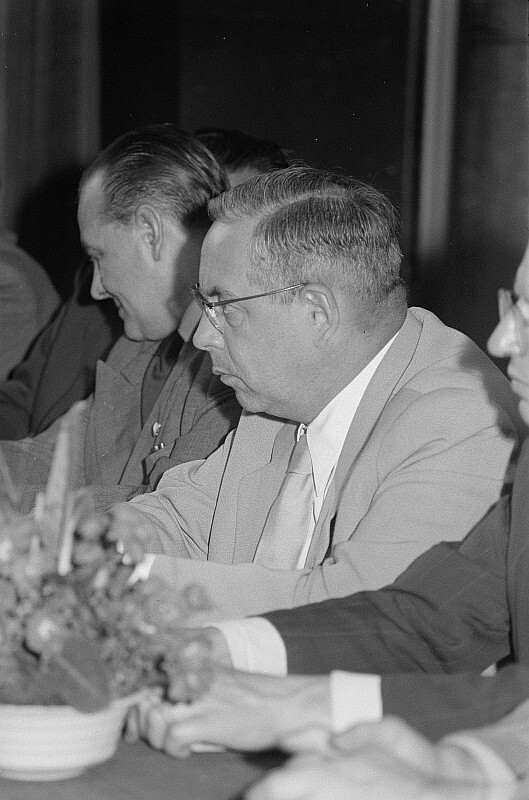
Lothar Bolz

Lothar Bolz, född den 3 september 1903 i Gleiwitz, Tyskland, död den 29 december 1986, var östtysk jurist och politiker.

## Biografi
Bolz växte upp som son till en urmakare och genomgick gymnasiet på hemorten tillsammans med bland andra Rudolf  Herrnstadt. Under åren 1921 till 1925 studerade han därefter juridik samt konst- och litteraturhistoria i München, Kiel och Breslau fram till en juridisk doktorsexamen. Efter avslutade studier arbetade han som jurist och 1930 gick han med i kommunistpartiet.
När nazisterna tog makten i Tyskland 1933 tvingades han sluta som advokat och flyttade till Moskva, där han började arbeta vid Marx-Engels-institutet. Från 1941 till 1945 var han rektor vid den så kallade Antifascist-skolan, där tyska krigsfångar skolades till att bli antifascister.
År 1947 återvände han till Tyskland och anslöt sig till det östtyska socialistiska enhetspartiet, men 1948 grundade han det kommunisktiska Nationella demokratiska partiet i Tyskland (NDPD). Många medlemmar i NDPD var tidigare nazister och Wehrmacht-officerare. Under åren 1948 till 1972 var han ordförande i NDPD.
År 1949 blev Bolz medlem av det östtyska parlamentet och från 1949 till 1953 var han minister för Östtyskland återuppbyggnad. Under åren 1950 till 1967 var han också en av de vice premiärministrarna i Tyska Demokratiska Republiken, DDR.
År 1953 efterträdde han Anton Ackermann som DDR:s utrikesminister och innehade denna befattning fram till 1965.
Bolz var från 1950 och fram till sin död medlem av presidiet i Nationella fronten och agerade som ordförande för Gesellschaft für Deutsch-Sowjetische Freundschaft under åren 1968 till 1978.